# 達人總動員
《達人總動員》，是王偉忠、詹仁雄和湯宗霖擔任製作人，野火娛樂製作的節目，2012年8月25日起於每個星期六晚上10點時在中視主頻道首播。主持人為歐漢聲、吳怡霈。本節目是《超級模王大道》的姐妹作，原本是要替《超級模王大道》第2屆甄選參賽者，但至節目中期臨時改變節目走向，變成專選魔術達人的節目，《超級模王大道2》則另行舉辦海選。首錄記者會於2012年8月18日舉辦，最後一集於2013年3月2日錄影。

## 每集評審
- 第一～七集只有〈達人總動員〉一個部分，遴選一般技藝達人
  - 第一集：翁立友、卜學亮、王月
  - 第二集：翁立友、卜學亮、王月
  - 第三集：翁立友、王月、劉真
  - 第四集：翁立友、康康、王月
  - 第五集：翁立友、王月、卜學亮、盛竹如、劉真
  - 第六集：翁立友、王月、卜學亮、趙正平、劉真
  - 第七集：翁立友、王月、卜學亮、趙正平、劉真
- 第八～十一集分為〈魔幻達人秀〉與〈達人總動員〉兩部分，分別遴選魔術達人與一般技藝達人
  - 第八集：
    - 〈魔幻達人秀〉：陳日昇、盛保羅、羅賓、王月、曲家瑞
    - 〈達人總動員〉：劉真、王月、郭子乾、黃嘉千、王瑞霞

  - 第九集：
    - 〈魔幻達人秀〉：陳日昇、盛保羅、羅賓、黃嘉千、曲家瑞
    - 〈達人總動員〉：劉真、黃志瑋、王月、周傳雄、黃嘉千

  - 第十集：
    - 〈魔幻達人秀〉：陳日昇、盛保羅、羅賓、黃嘉千、劉真
    - 〈達人總動員〉：劉真、孫鵬、王月、馬如龍、黃嘉千

  - 第十一集：
    - 〈魔幻達人秀〉：本周暫停一次
    - 〈達人總動員〉：梁赫群、劉真、黃嘉千、曲家瑞、李羅
- 〈達人總動員〉這一部分的遴選於第十一集結束，第十二集起只有〈魔幻達人秀〉一個部分
  - 第十二集：陳日昇、盛保羅、羅賓、黃嘉千、劉真
  - 第十三集：陳日昇、程廣生、羅賓、黃嘉千、曲家瑞
  - 第十四集：程廣生、文沛然、羅賓、黃嘉千、曲家瑞
  - 第十五集：程廣生、文沛然、羅賓、黃嘉千、曲家瑞
  - 第十六集：陳冠霖、羅賓、文沛然、黃嘉千、曲家瑞
  - 第十七集：陳冠霖、羅賓、文沛然、黃嘉千、曲家瑞
  - 第十八集：陳冠霖、羅賓、文沛然、黃嘉千、曲家瑞
  - 第十九集：陳冠霖、羅賓、文沛然、黃嘉千、曲家瑞
  - 第二十集：陳冠霖、羅賓、文沛然、黃嘉千、曲家瑞
  - 第二十一集：陳冠霖、羅賓、文沛然、黃嘉千、曲家瑞
  - 第二十二集：陳冠霖、李佳峰、文沛然、黃嘉千、曲家瑞
  - 第二十三集：陳冠霖、羅賓、文沛然、黃嘉千、曲家瑞
  - 第二十四集：陳冠霖、羅賓、文沛然、黃嘉千、曲家瑞
  - 第二十五集：播出除夕特別節目《超級模王守歲總動員》，暫停比賽
  - 第二十六集：陳冠霖、李佳峰、文沛然、黃嘉千、曲家瑞
  - 第二十七集：陳冠霖、羅賓、黃嘉千、文沛然、曲家瑞
  - 第二十八集：陳冠霖、羅賓、黃嘉千、文沛然、曲家瑞
  - 第二十九集：陳冠霖、羅賓、黃嘉千、文沛然、曲家瑞
  - 第三十集：比賽結束，推出〈魔幻達人秀之大師之夜〉(上)
  - 第三十一集：〈魔幻達人秀之大師之夜〉(下)

## 收視率列表

### 中視週日晚間首播
2012年
| 播映日期       | 週數   | 收視平均 | 排名 | 集數   | 備註 |
| -------------- | ------ | -------- | ---- | ------ | ---- |
| 2012年8月25日  | 第1週  | 1.51     | 2    | 第1集  |      |
| 2012年9月1日   | 第2週  | 0.97     | 4    | 第2集  |      |
| 2012年9月8日   | 第3週  | 1.38     | 2    | 第3集  |      |
| 2012年9月15日  | 第4週  | 1.26     | 3    | 第4集  |      |
| 2012年9月22日  | 第5週  | 1.02     | 3    | 第5集  |      |
| 2012年9月29日  | 第6週  | 1.06     | 2    | 第6集  |      |
| 2012年10月6日  | 第7週  | 1.21     | 3    | 第7集  |      |
| 2012年10月13日 | 第8週  | 0.73     | 4    | 第8集  |      |
| 2012年10月20日 | 第9週  | 0.73     | 4    | 第9集  |      |
| 2012年10月27日 | 第10週 | 0.78     | 4    | 第10集 |      |
| 2012年11月3日  | 第11週 | 1.17     | 3    | 第11集 |      |
| 2012年11月10日 | 第12週 | 1.24     | 3    | 第12集 |      |
| 2012年11月17日 | 第13週 | 1.36     | 3    | 第13集 |      |
| 2012年11月24日 | 第14週 | 0.99     | 3    | 第14集 |      |
| 2012年12月1日  | 第15週 | 1.38     | 3    | 第15集 |      |
| 2012年12月8日  | 第16週 | 1.29     | 3    | 第16集 |      |
| 2012年12月15日 | 第17週 | 1.17     | 4    | 第17集 |      |
| 2012年12月22日 | 第18週 | 1.11     | 3    | 第18集 |      |
| 2012年12月29日 | 第19週 | 1.37     | 3    | 第19集 |      |

2013年
| 播映日期      | 週數   | 收視平均 | 排名 | 集數   | 備註                               |
| ------------- | ------ | -------- | ---- | ------ | ---------------------------------- |
| 2013年1月5日  | 第20週 | 1.35     | 3    | 第20集 |                                    |
| 2013年1月12日 | 第21週 | 1.43     | 3    | 第21集 |                                    |
| 2013年1月19日 | 第22週 | 1.42     | 3    | 第22集 |                                    |
| 2013年1月26日 | 第23週 | 1.15     | 4    | 第23集 |                                    |
| 2013年2月2日  | 第24週 | 1.12     | 3    | 第24集 |                                    |
| 2013年2月9日  | 第25週 | -        | -    | 第25集 | 除夕特別節目《超級模王守歲總動員》 |
| 2013年2月16日 | 第26週 | 1.34     | 3    | 第26集 |                                    |
| 2013年2月23日 | 第27週 | 1.22     | 6    | 第27集 |                                    |
| 2013年3月2日  | 第28週 | 1.30     | 6    | 第28集 |                                    |
| 2013年3月9日  | 第29週 | 1.53     | 6    | 第29集 |                                    |
| 2013年3月16日 | 第30週 | 1.37     | 6    | 第30集 |                                    |

- 同時段綜藝節目：台視《超級偶像》、華視《天才衝衝衝》、民視《豬哥會社 / 三星報囍》
- 資料來源：中時娛樂

## 外部連結
- 中視球資訊網
- 達人總動員中視官網 （页面存档备份，存于）
- 達人總動員粉絲團 （页面存档备份，存于）

## 相關報導
1. ↑  〈歐弟開節目《達人總動員》 砸50萬元治裝不划算〉 的存檔，存档日期2013-12-24.，《Yes娛樂》2012年8月19日。
2. ↑  游鎮槐 台北報導 〈《達人》交棒《歌喉讚》 歐弟為發片瘦身〉 的存檔，存档日期2013-03-05.，《中國時報》2013年3月3日。

## 節目的變遷
| 中視主頻 星期六22:00-24:00                     | 中視主頻 星期六22:00-24:00                 | 中視主頻 星期六22:00-24:00 |
| ---------------------------------------------- | ------------------------------------------ | -------------------------- |
|                                                | 達人總動員 （2012年8月25日-2013年3月23日） |                            |
| 你猜你猜你猜猜猜 (2011年3月12日-2012年8月18日) | 超級歌喉讚 （2013年3月30日-2014年5月24日） |                            |